# Until the Whole World Hears... Live
| Críticas profissionais | Críticas profissionais |
| Avaliações da crítica  | Avaliações da crítica  |
| Fonte                  | Avaliação              |
| ---------------------- | ---------------------- |
| allmusic               | link                   |
| Jesus Freak Hideout    | (sem avaliação) link   |

Until the Whole World Hears... Live é o quarto álbum ao vivo da banda Casting Crowns, lançado em 31 de agosto de 2010.
O álbum foi nomeado para os Dove Awards na categoria "Long Form Music Video of the Year" e vendeu mais de 500 mil cópias.

## Faixas
Disco 1 (CD)
1. "Until the Whole World Hears" — 5:13
2. "If We've Ever Needed You" — 3:42
3. "Glorious Day (Living He Loved Me)" — 4:42
4. "Mercy" — 5:37
5. "To Know You" — 4:22
6. "Holy One" — 3:35
7. "Blessed Redeemer" — 4:05
8. "At Your Feet" — 6:34

Disco 2 (DVD)
1. "Until the Whole World Hears" — 5:13
2. "If We've Ever Needed You" — 3:42
3. "Glorious Day (Living He Loved Me)" — 4:42
4. "Mercy" — 5:37
5. "Holy One" — 4:22
6. "To Know You" — 3:35
7. "Blessed Redeemer" — 4:05
8. "At Your Feet" — 6:34

## Desempenho nas paradas musicais
| Parada musical (2010)                 | Posição |
| ------------------------------------- | ------- |
| Estados Unidos - Top Christian Albums | 9       |
| Estados Unidos - Billboard 200        | 162     |